# 天平街道
天平街道，是中华人民共和国山東省泰安市岱岳区下辖的一个乡镇级行政单位。

## 行政区划
天平街道下辖以下地区：
南黄社区、北黄社区、天平社区、韩刘冯社区、井家庄社区、西黄村、岩庄村、马家园村、大陡山村、重河村、送驾庄村、西北村、西南村、三峪村、大桥村、河东村、姜庄村、孙家沟村、王庄村、耿庄村、北大圈村、黑水湾村、池子崖村、起驾店村、板大山村、法家岭村、田家峪村、南大圈村、邱家庄村、玄黄村、周家庄村、大坦地村、永安社区和开元社区。